# Брвільно (гміна Стара Біла)
Брвільно (пол. Brwilno) — село в Польщі, у гміні Стара Біла Плоцького повіту Мазовецького воєводства.
Населення — 792 особи (2011).
У 1975-1998 роках село належало до Плоцького воєводства.

## Демографія
Демографічна структура станом на 31 березня 2011 року:
|          | Загалом | Допрацездатний вік | Працездатний вік | Постпрацездатний вік |
| -------- | ------- | ------------------ | ---------------- | -------------------- |
| Чоловіки | 425     | 85                 | 300              | 40                   |
| Жінки    | 367     | 82                 | 230              | 55                   |
| Разом    | 792     | 167                | 530              | 95                   |